# Baía de Valparaíso
A baía de Valparaíso é uma baía localizada na província chilena de Valparaíso, na região homônima. Em suas margens encontram-se as cidades de Valparaíso, Viña del Mar e Concón, zona costeira da Grande Valparaíso.

## História

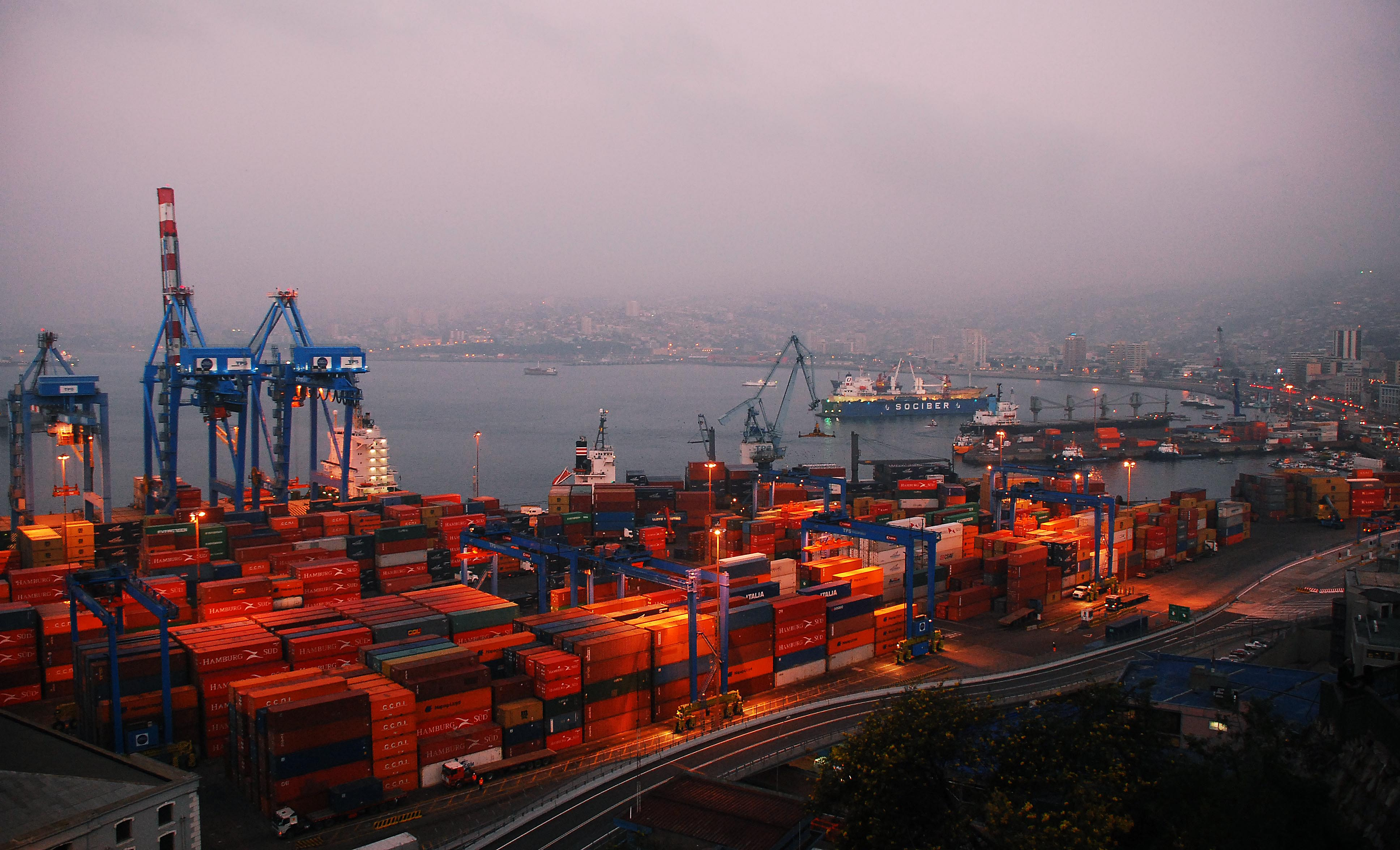
Porto de Valparaíso com a baía ao fundo.

Antes da chegada dos conquistadores espanhóis, a área que se estende entre Concón e a Punta Duprat era conhecida como Alimapu ("terra arrasada pelo fogo") pelos povos picunches
Esta área geográfica foi povoada por pequenos grupos de pescadores indígenas que ocuparam tanto a costa como os vales, tendo habitado também o povo chango.
A baía foi descoberta em 1536 pelo capitão espanhol Juan de Saavedra, em sua expedição de conquista, encontrou a caravela Santiaguillo ancorada na pequena baía, na qual chamou de Valparaíso, em homenagem à sua cidade natal Valparaíso de Arriba, na província espanhola de Cuenca.
Em 1542, o conquistador Pedro de Valdivia escolheu esta zona para estabelecer o porto oficial da recém-fundada cidade de Santiago. No início, era apenas local de chegada dos navios vindos do Vice-Reino do Peru.